# Ятманово
Ятма́ново (рос. Ятманово, марій. Ятман) — присілок у складі Медведевського району Марій Ел, Росія. Входить до складу Єжовського сільського поселення.

## Населення
Населення — 50 осіб (2010; 73 у 2002).
Національний склад (станом на 2002 рік):
- лучні марійці — 95 %